# Romance of the Three Kingdoms (серия игр)
Romance of the Three Kingdoms (яп. 三國志 Сангокуси:, букв. «Записи о Трёх царствах») — серия компьютерных игр в жанре  пошаговой стратегии, разрабатываемая японской компанией Koei. Первая часть серии была выпущена в 1985 году.
Игры серии посвящены историческим событиям эпохи Троецарствия (220—280 гг.) и противостоянию государств Вэй, У и Шу. Игровой процесс основан на управлении различными параметрами как городов, так и отдельных персонажей.
Игровая механика первой игры в серии во многом была похожа на механику выпущенной Koei в 1983 году Nobunaga's Ambition. Начиная с седьмой части, игры серии начали заимствовать элементы ролевых игр.

## Критика и влияние
Серия Romance of the Three Kingdoms подвергалась критике в Китае за её историческую недостоверность. Koei сталкивались с большими проблемами связанными с регистрацией торговой марки к Китае из-за давления на ведомство по товарным знакам со стороны китайских разработчиков игр, политиков, исследователей и интернет-сообществ. Тем не менее, игры серии популярны среди китайских игроков, хотя они и не издавались в стране официально до 2000-х годов, а попадали туда нелегальным путем, а их перевод на китайский язык осуществлялся энтузиастами.

## Основные игры серии
- Romance of the Three Kingdoms (1985)
- Romance of the Three Kingdoms II (1989)
- Romance of the Three Kingdoms III: Dragon of Destiny (1992)
- Romance of the Three Kingdoms IV: Wall of Fire (1994)
- Romance of the Three Kingdoms V (1995)
- Romance of the Three Kingdoms VI: Awakening of the Dragon (1996)
- Romance of the Three Kingdoms VII (2000)
- Romance of the Three Kingdoms VIII (2001)
- Romance of the Three Kingdoms IX (2003)
- Romance of the Three Kingdoms X (2004)
- Romance of the Three Kingdoms XI (2006)
- Romance of the Three Kingdoms XII (2012)
- Romance of the Three Kingdoms XIII (2015)
- Romance of the Three Kingdoms XIV (2020)